# Isabellrötlicher Schneckling
Der Isabellrötliche Schneckling (Hygrophorus poetarum) ist ein seltener Pilz aus der Familie der Schnecklingsverwandten (Hygrophoraceae).

## Merkmale
Der Hut ist dick, jung halbkugelig mit lange eingerolltem Rand, später niedergedrückt mit schwachem Buckel und alt wellig geformt mit Durchmessern von 5 bis 15, selten bis 20 Zentimetern. Die Huthaut ist großteils abziehbar. Die Oberfläche ist cremefarben bis rosa, in der Mitte kräftiger, etwas orange gefärbt und bei Feuchtigkeit schmierig-schleimig und etwas klebrig, bei Trockenheit seidig matt.
Die Lamellen sind schmal, wachsartig und weißlich bis cremefarben gefärbt mit lachsrosa Schimmer. Sie sind breit bis kurz herablaufend in einem schweißnahtartig aussehenden Collar am Stiel angewachsen. Ihre Schneiden sind glatt.
Der Stiel wird 3 bis 12 Zentimeter lang und 2,5 Zentimeter stark und ist eventuell von oben her zunächst zylindrisch und sonst spindelartig nach unten bauchig zugespitzt geformt und wurzelt im Substrat. Die Oberfläche ist weißlich bis cremefarben mit rosa Nuancen und an der Spitze bei feuchter Witterung oft mit hervortretenden Tröpfchen besetzt.
Sein Fleisch riecht angenehm süßlich-fruchtig (nach „Perubalsam“) und schmeckt mild.
Die Sporen sind durchscheinend (hyalin), breit ellipsoid, mit glatter Oberfläche und messen 7 bis 10 auf 5 bis 6 Mikrometer.

## Artabgrenzung
Für Verwechslungen kommen einige gleichfarbige Schnecklinge und der giftige Riesenrötling in Frage.

## Verbreitung und Ökologie
Er lebt in Laubwäldern vor allem in Gesellschaft von Buchen und gerne auf kalkhaltigen Böden. Er fruchtet von September bis November.
Er ist in Europa verbreitet, jedoch selten und auf vielen (dänische, polnische, tschechische, bulgarische, montenegrinische, Schweizer, deutsche, …) Rote Listen gefährdeter Arten geführt.

## Nutzung
Er ist essbar und wird als Speisepilz genutzt. Er wird als nicht besonders empfehlenswert angesehen (Mischpilz) und sollte wohl aufgrund seiner Seltenheit geschont werden.